# Lyceum Schravenlant
Het Lyceum Schravenlant is een openbare middelbare school in Schiedam. Het is een school voor atheneum en havo die ook versneld vwo aanbiedt, in vijf jaar. De school is een van de tientallen UNESCO-scholen in Nederland en was enige tijd, in elk geval in de periode van 2015 tot 2019, een VECON Business school.
Aan het eind van het schooljaar 2023-2024 had de school 741 leerlingen, een jaar tevoren 694.

## Geschiedenis
De school is opgericht in 1869 als hogereburgerschool (hbs). Toen in 1968 de Mammoetwet van kracht werd, verdwenen de hbs en de mms en ontstonden de huidige leervormen (havo en vwo).
Sinds augustus 2011 noemt het Schravenlant zich een lyceum: Lyceum Schravenlant.
In de jaren 2011 en 2012 werd op de huidige locatie van Schravenlant een nieuwe school gebouwd, ontworpen door architectenbureau Liag. Het nieuwe schoolgebouw is geïnspireerd door Cradle to Cradle.

## Amnesty Schrijfmarathon
Rond 10 december organiseert de school traditioneel een schrijfmarathon waarin 24 uur lang brieven worden geschreven voor mensen die worden onderdrukt. De schrijfmarathon is onderdeel van Write for Rights van Amnesty International. De marathon is jaarlijks te volgen via een livestream.